# 拉斯萊亞鄉

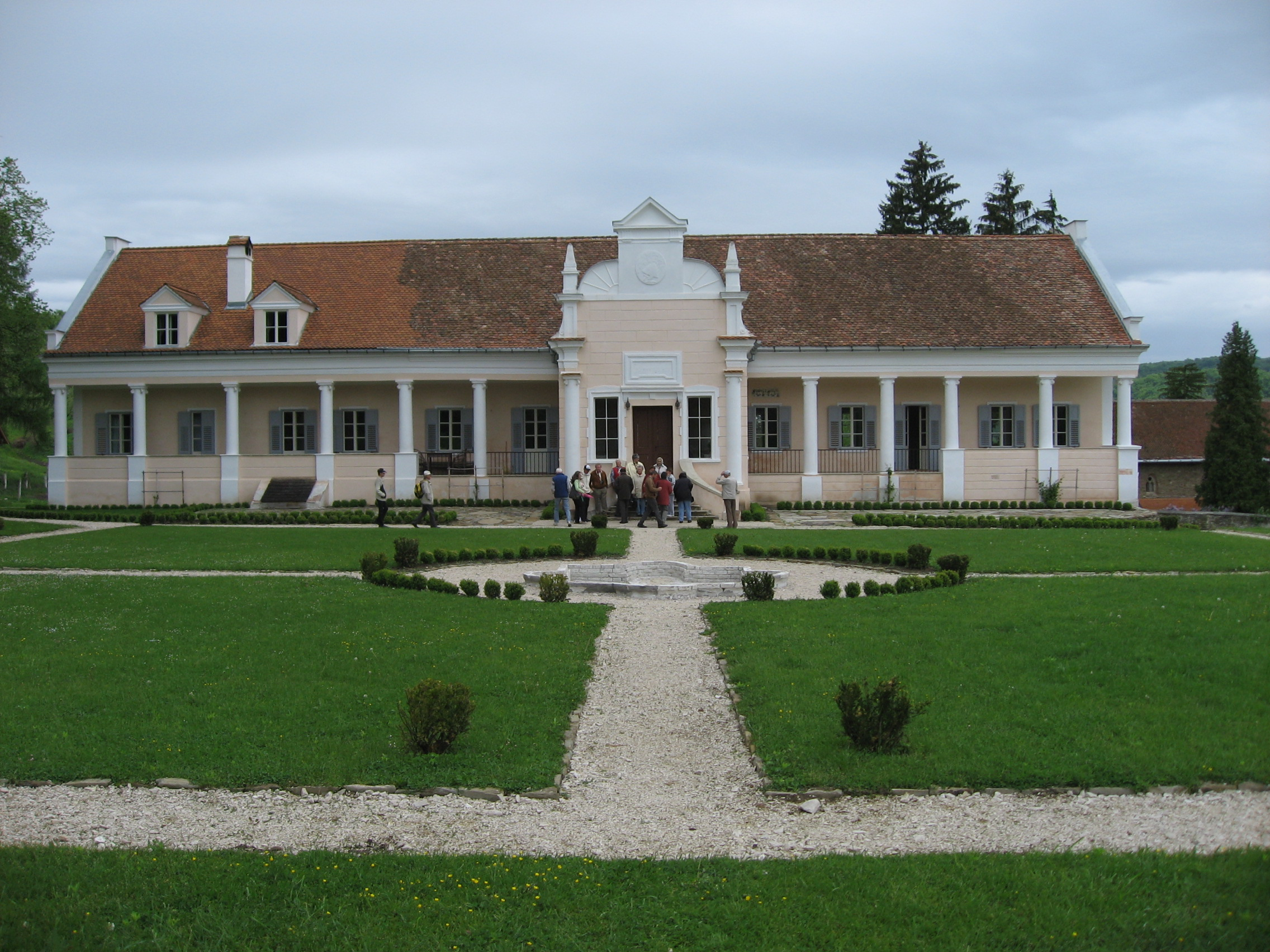

46°13′N 24°39′E / 46.217°N 24.650°E
拉斯萊亞鄉（羅馬尼亞語：Comuna Laslea, Sibiu），是羅馬尼亞的鄉份，位於該國中部，由錫比烏縣負責管轄，面積113平方公里，海拔高度415米，2007年人口3,241，人口密度每平方公里29人。